# Batalla de Arracourt

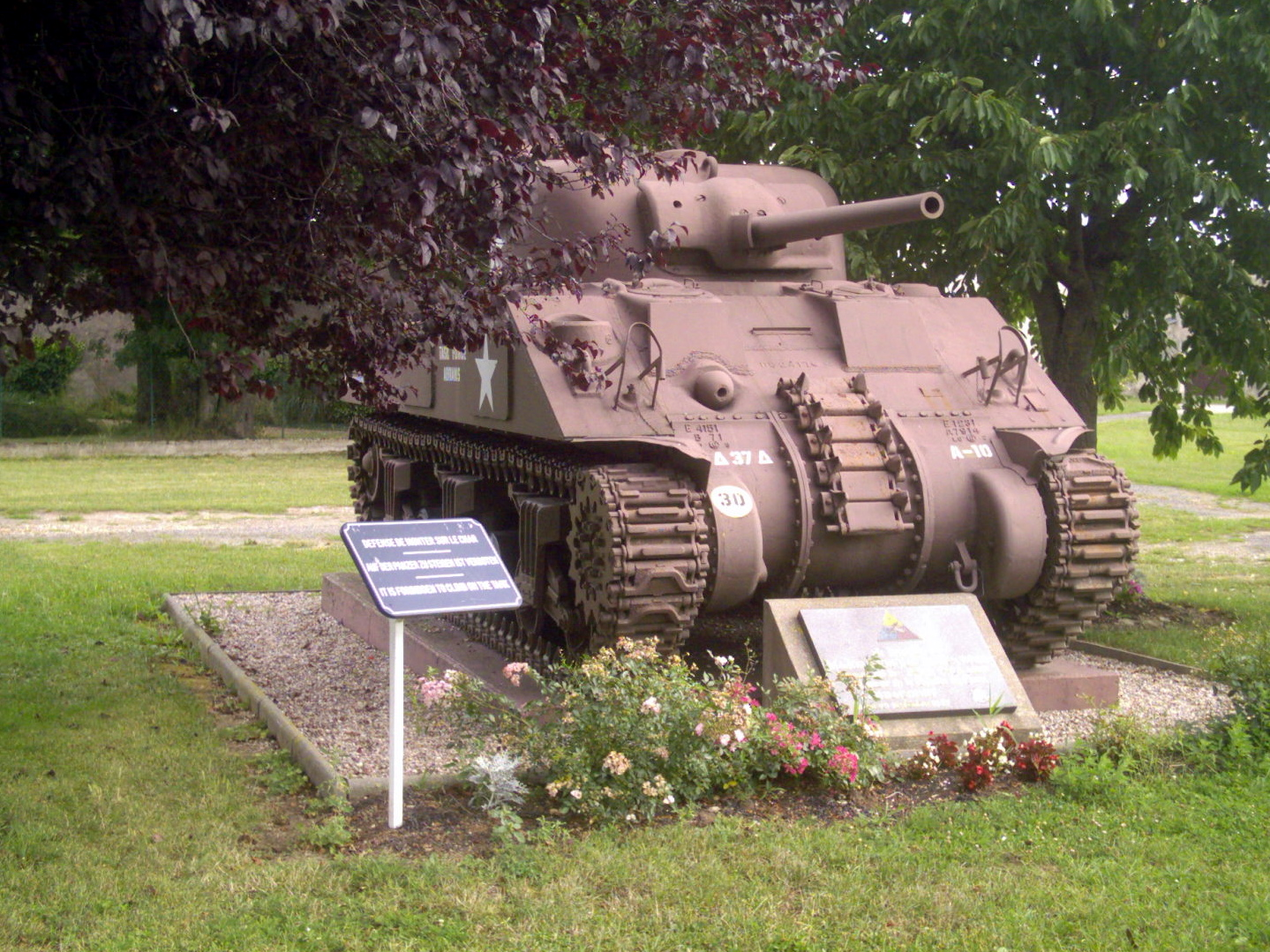
Monumento conmemorativo a la batalla

La batalla de Arracourt se llevó a cabo entre las fuerzas armadas de Estados Unidos y Alemania cerca de la ciudad de Arracourt (Francia) entre el 18 y 29 de septiembre de 1944, durante la Segunda Guerra Mundial. Como parte de una contraofensiva contra los recientes avances de Estados Unidos en Francia, el 5º Ejército Panzer alemán tuvo como objetivo la recaptura de Lunéville y la eliminación de la cabeza de puente del XII cuerpo sobre el río Mosela en Dieulouard. Con la superioridad local en tropas y tanques, los alemanes anticipan una rápida derrota del Comando de Combate A (CCA) de la 4ª División blindada de los Estados Unidos. Con mejor inteligencia, tácticas y uso del terreno, El CCA de la 4ª División blindada y el XIX comando aéreo táctico derrotaron a dos Brigadas Panzer y a elementos de dos divisiones Panzer durante once días de batalla.